# Florencia Halfon Laksman
Florencia Halfon Laksman (Buenos Aires, 7 de noviembre de 1982) es una periodista argentina. 
Durante siete años fue conductora y columnista de distintos programas de Metro 95.1, donde trabajó junto a Juan Pablo Varsky, María O'Donnell y Andy Kusnetzoff. 
En la actualidad conduce el ciclo "Ahora dicen" en Futurock, de lunes a viernes a las 7 a. m.. Allí abordan los temas de la primera mañana informativa. Completan el equipo los periodistas Nicolás Fiorentino y Delfina Torres Cabreros. También, es columnista de actualidad y política en "La Negra pop" junto a Elizabeth Vernaci. 
Además publica notas para el sitio Cenital.com y conduce por Canal Encuentro el programa Seguimos educando, para alumnos de sexto y séptimo grado. También conduce la Radioescuela del mismo espacio educativo para alumnos de primer grado, que se emite por Radio Nacional. 
En 2020 publicó el libro "¿La corrupción mata?" en la Editorial Planeta que repasa las tragedias sociales más importantes del siglo XXI en la Argentina, entre ellas la Tragedia de Cromañón, Ecos, Once y el hundimiento del submarino Ara San Juan, entre otras.
Por su trabajo periodístico obtuvo dos premios: Premios Fund TV por programa periodístico de actualidad en 2018 y el "Premio Estímulo" de Taller Escuela Agencia por su labor periodística en radio en 2016.

## Biografía
Cursó sus estudios secundarios en la Escuela Lenguas Vivas y la carrera de periodista en Taller Escuela Agencia. Desde muy joven recorrió estudios de radio y televisión, donde al principio colaboraba con tareas de producción y luego empezó a hacer algunas notas, móviles, y luego se lanzó a la conducción. Hizo sus primeros pasos en la producción en Rock & Pop (radio de Argentina), y en la televisión aprendió mucho en sus comienzos al pasar por la productora Metropolis Media Group, de Miguel Rodríguez Arias, y Pensado Para Televisión.  

## Obras
En febrero de 2020 publicó ¿La corrupción mata?, donde describe lo que la autora considera las nueve tragedias sociales más emblemáticas de los últimos 20 años en la Argentina. El prólogo lo escribió la periodista María O'Donnell.
Tiene nueve capítulos, cada uno dedicado a una tragedia: 
- 1- "Gran bonete" Tragedia de Cromañón
- 2- "Todos podemos ser" Tragedia del Colegio Ecos
- 3- "Hombre muerto" Accidente ferroviario de Once de 2012
- 4- "Inundados de impunidad" Inundación en La Plata de 2013
- 5- "Líder en registros" Iron Mountain
- 6- "En cumplimiento del deber" Gendarmes de Salta
- 7- "Infinito del océano" Ara San Juan (S-42)
- 8- "El ajuste mata" Explosión en Moreno de 2018
- 9- "Preferible amontonados que liberados" Presos de Esteban Echeverría

En 2023 publicó su segundo libro, Favio Vigente, sobre Leonardo Favio.

## Trayectoria

### TV
| Año       | Programa                                                                                             | Radio                           |
| --------- | --- | ------------------------------- |
| 2001-2002 | Fiesta de la carne                                                                                   | FM Energy                       |
| 2004-2006 | Programación                                                                                         | X4 FM                           |
| 2001-2008 | La pelota no dobla                                                                                   | Rock & Pop (radio de Argentina) |
| 2009-2011 | El disparador                                                                                        | Radio Del Plata                 |
| 2012-2013 | Tiempos modernos                                                                                     | Radio 9                         |
| 2013-2020 | Perros de la calle - Soundtracks - Antes que nadie - No somos nadie - Amanecer Metro - De acá en más | Metro 95.1                      |
| 2016-2017 | Con todo el país                                                                                     | Radio Nacional                  |
| 2011-2017 | Juventud perdida                                                                                     | Radio Nacional Rock             |
| 2020-     | Ahora dicen                                                                                          | Futurock                        |
| 2021-     | La Negra Pop                                                                                         | Pop Radio                       |
| 2024-     | Elijo Creer                                                                                          | Gelatina                        |

| Año       | Programa                                     | Canal                           |
| --------- | -------------------------------------------- | ------------------------------- |
| 2000-2002 | La centuria - Volverte a ver                 | Volver (canal de televisión)    |
| 2001-2002 | La noticia en casa                           | Todo Noticias                   |
| 2001-2004 | Indomables - Periodistas                     | América TV                      |
| 2004-2005 | Domínico                                     | Canal 13 (Argentina)            |
| 2004-2006 | Speedy - Conectados - Buenos días, Argentina | Endemol Shine                   |
| 2006-2007 | Informe central                              | América TV                      |
| 2007-2008 | Maestros de TV                               | El oso producciones             |
| 2017-2018 | Nada personal                                | Canal 26 (Argentina)            |
| 2018-2019 | Por venir                                    | Televisión Pública (Argentina)  |
| 2020-2021 | Seguimos educando                            | Encuentro (canal de televisión) |

### Medios gráficos
| Año       | Medio                                     |
| --------- | ----------------------------------------- |
| 2008-2010 | Crítica de la Argentina                   |
| 2010-2016 | Tiempo Argentino (diario fundado en 2010) |
| 2016-2017 | Revista Veintitrés                        |
| 2016-2017 | Revista Anfibia                           |
| 2016-2017 | La Nación (Argentina)                     |
| 2020-2021 | Cenital.com                               |